# Ca l'Arnó
Ca l'Arnó és una masia situada situada al parc de Sant Martí, al barri de Sant Martí de Provençals de Barcelona, catalogada com a bé cultural d'interès local. Actualment hi ha una ludoteca municipal.

## Història
Una làpida recorda la data de l'any 1689. Es diu, tot i que no està comprovat, que fou propietat del general Manso, que treballà com a mosso al molí de la Verneda abans de lluitar a la guerra de la Independència.
El nom d'Arnó fou el de l'últim propietari que hi visqué. L'últim masover, Isidre Crusens, va treballar les terres fins a l'any 1982, quan fou comprada per l'Ajuntament de Barcelona. Venia les verdures al mercat del Clot. El regadiu el feien amb l'aigua del Rec Comtal. També s'havien dedicat a fer de transportistes amb carros i rebien encàrrecs de les fàbriques dels voltants. El pare del masover va néixer i va morir a la masia, l'any 1954, als 88 anys.
L'any 1989, Josep de la Vega hi documentà dos carreus aprofitats d'època romana com a materials de construcció del marc d'una finestra gòtica. Una restauració posterior de la masia ha deixat colgats els elements sota la protecció del morter de calç. Una possibilitat, apuntada pel mateix de la Vega, seria que provinguessin d'algun monument funerari, construccions que usualment tenien ornamentació arquitectònica i se situaven prop de les vies i camins, com és el cas del nucli de l'església de Sant Martí de Provençals.

## Descripció
És una masia del segle xvii, de planta baixa i un pis amb coberta a doble vessant. És de tipologia rural i de senzilla construcció, amb les façanes arrebossades i emblanquinades. Un dels portals és quadrat i l'altre és d'arc de mig punt dovellat. Existeix un finestral gòtic, segurament tret d'una construcció més antiga. Presenta quatre finestrals de l'època. Les façanes laterals són llises, llevat d'alguna diminuta finestra.